# 泰聊铁路
泰聊铁路（聊泰铁路）是在山东省境内的一段铁路，经过泰安市（岱岳区、肥城市）、济南市（平阴县）、聊城市（东阿县、茌平县）。由京沪铁路泰山站经过泰肥铁路西行，经过天平、道郎、鱼池、肥城、穆庄、陶阳6站达肥城煤矿区的湖屯站。自湖屯站开始经过平阴站、顾官屯站、广平站接入邯济铁路聊城东站。目前该铁路在施工中。

## 线路概况
本线路是东西走向，线路等级为客货共线、单线、电力牵引、设计时速120km/h的I级铁路。主要货种为煤炭、化肥、焦炭、水泥和钢材等，到发货物不含危险化学品。
泰聊铁路在山东省西部沟通了京九铁路和京沪铁路，使得自邯郸往山东半岛、鲁中、鲁南地区的列车不必再使用济南枢纽，从聊城方向至泰安方向的直达距离缩短120公里以上。泰聊铁路建成后，可缓解济南、聊城铁路枢纽压力，促进沿线经济发展。
该线使得聊城、泰安两站均成为线网十字交会节点。

## 线路建设
线路使用了泰肥铁路的既有路段，改造既有车站两座，分别为聊城东站和湖屯站，新建湖屯站至聊城东站的路轨和平阴、顾官屯、广平三座车站。其中，顾官屯站和平阴站各建设货场1座。全线新建顾官屯、湖屯2座110KV牵引变电所，聊城东站和湖屯站各设综合维修工区1处。
新建线路长度约83.264km（不含黄河公铁桥合建部分，含断链）；其中路基长度55.991km，桥梁长度19.049km，隧道长度8.224km。工程总工期约42个月。总投资约570195.44万元。由山东建邦集团领投。
2016年8月，鲁发改交通〔2016〕847号文批复同意建设聊泰铁路黄河公铁桥及公路接线工程，总投资约19.06亿元。2022年1月，聊泰铁路黄河公铁桥施工许可获批，步入全面施工阶段，建设工期32个月。2024年3月，聊泰铁路黄河公铁桥完工。
2024年4月，济南市发展和改革委员会应询披露聊泰铁路项目进展。答复显示聊泰铁路项目正对可研报告进行修编，尚未取得接轨批复，其中部分核准要件过期，需重新办理，计划2024年完成项目立项核准，预计“十四五”末开工建设。

## 沿途车站
泰山站 - 天平店站（仅客运） - 道郎站（乘降所） - 鱼池庄站 - 肥城站 - 穆庄站 - 陶阳站（乘降所）- 湖屯站 - 平阴站（新建货场） - 顾官屯站（新建货场） - 广平站 - 聊城东站
110kV牵引变电所：顾官屯、湖屯。
综合维修工区：湖屯、聊城东。